# جنگل سوسیای
جنگل سوسیای (به لاتین: Sosiai Forest) یک جنگل در لیتوانی است که در Kėdainiai District Municipality واقع شده‌است.